# Distretto di Norwein
Il distretto di Norwein è un distretto della Liberia facente parte della contea di River Cess.